# Dent de Gargantua (Bourg-des-Comptes)
La Dent de Gargantua, appelée aussi Pierre du Grand Tua, est un menhir situé à Bourg-des-Comptes dans le département français d'Ille-et-Vilaine.

## Protection
L'édifice est inventorié à l'Inventaire général du patrimoine culturel en 1981.

## Description
C'est un bloc de quartzite en forme de pyramide oblique. Il mesure 3,40 m de haut pour 1,70 m de largeur à la base avec une épaisseur de 1,20 m.

## Folklore
Menhir du Grand Tua : par déformation, son nom viendrait de Gargantua, célèbre géant à l’appétit colossal dont la légende remonte au Moyen Âge. On raconte qu’un jour, Gargantua, enjambant la vallée de la Vilaine, fut pris de violents maux de dents et perdit celles-ci une à une, les dispersant le long de la rivière et dans les campagnes environnantes : tel fut le sort de la dent de la Prégaudais.

Selon la tradition, la pierre « pousse » chaque année